# بزرگراه ۴۲۷ انتاریو
بزرگ‌راه ۴۲۷ انتاریو (انگلیسی: Ontario Highway 427) بزرگراهی از بزرگراه‌های سری ۴۰۰ در استان انتاریو کانادا است که که از جاده ملکه الیزابت (QEW) و بزرگ‌راه گاردینر در تورنتو تا وان (شهرک) امتداد دارد.